# Gela Götze
Gela Götze (* 18. Februar 1957 in Potsdam; † 8. Dezember 2007 ebenda) war eine deutsche Schauspielerin.

## Leben
Gela Götze wurde 1957 als Tochter des Schauspielerehepaars Rosemarie Herzog (1926–2011) und Günther Götze (1926–2003) in Potsdam geboren. Für das Fernsehen der DDR und die DEFA stand sie mehrfach vor der Kamera, davon auch einige Male gemeinsam mit Familienangehörigen.
Nach der Wende reiste sie gemeinsam mit ihren Eltern beruflich durch die gesamte Bundesrepublik, so auch mit Tucholsky-Revuen, Otto-Reutter-Abenden und einem literarischen Kabarett, mit denen sich die „Götze-Gang“ besonders in Berlin eine große Fangemeinde schuf.
Gela Götze starb am 8. Dezember 2007 in Potsdam im Alter von 50 Jahren.

## Filmografie
- 1971: Der kleine und der große Klaus (Fernsehfilm)
- 1977: Ernst Schneller (Fernseh-Zweiteiler)
- 1978: Der Staatsanwalt hat das Wort: Der Kurschatten (Fernsehreihe)
- 1979: Für Mord kein Beweis
- 1981: Zwei Freunde in Preußen (Fernsehfilm)